# 三井環
三井 環（みつい たまき、1944年6月10日 - 2025年1月9日）は、日本の元検察官。大阪高等検察庁公安部長を務めた。

## 経歴
1944年（昭和19年）、愛媛県新居郡角野町（現・新居浜市）生まれ。愛媛県立松山東高等学校、中央大学法学部卒業。1970年司法試験合格、司法修習（第24期）、1972年検事任官。京都、福岡、神戸、鹿児島、大阪地検検事、1988年高知地方検察庁次席検事、高松地方検察庁次席検事。高松地検次席時に、被告人と弁護人の接見時間を不当に制限して減給1か月の懲戒処分を受ける。大阪高等検察庁検事、名古屋高等検察庁総務部長、1999年大阪高等検察庁公安部長 。大阪高検公安部長は検事2号俸であるが3号俸に据え置かれた。
大阪高検公安部長時代に検察庁の調査活動費の裏金化を内部告発。2001年1月に『噂の真相』に西岡研介記者による記事が掲載された。人事で冷遇されたことへの不満が告発の動機の1つであるといい、普段から、優秀な自分が同期の検事より昇進が遅いのはおかしいとなどと周囲に漏らしていた。同期に大林宏（検事総長）、横田尤孝（最高裁判所裁判官、元次長検事）、中尾巧（大阪高等検察庁検事長）、熊﨑勝彦（元最高検察庁公安部長）らがいる。
2002年4月22日に競売された神戸市のマンションを暴力団組長の親族名義で落札したが、居住の実態がないのに登録免許税を軽減させたとして、詐欺容疑で逮捕される。以後三井環事件と俗称される。逮捕当日に三井は、裏金問題に関してテレビ朝日の報道番組『ザ・スクープ』の収録および『週刊朝日』副編集長との対談が予定されていた。現職検察幹部が初めて裏金問題について、「検察庁が国民の血税である年間5億円を越える調査活動費の予算を、すべて私的な飲食代、ゴルフ、マージャンの「裏金」にしていることを、現職検察官として実名で告発する……」として証言するビデオ収録当日の朝に任意同行を求められそのまま逮捕されたことから、三井の支援者およびマスコミからは検察による口封じであると批判され、『ザ・スクープ』をはじめテレビや新聞、週刊誌でも口封じ逮捕に関する特集が組まれる事態へと発展した。
収賄罪や公務員職権濫用罪で起訴され、5月10日に懲戒免職となった。
長期間の拘置中で持病の糖尿病が一時悪化し、意識朦朧で裁判に出頭できない恐れがあった。 2003年3月12日に15回目の請求で保釈保証金800万円で、逮捕から11か月ぶりに保釈が認められた。
裁判で無罪を主張したが、2008年8月27日に最高裁（中川了滋裁判長）で上告が棄却され、懲役1年8か月、追徴金約22万円の実刑判決が確定し、法曹資格を失った。
2008年10月17日、大阪地裁へ出頭して大阪拘置所に収監され、数か月後に静岡刑務所へ移送される。
確定判決は懲役1年8か月だが、未決勾留日数のうち150日が刑期に算入されたため服役期間は1年3か月となり、満期となった2010年1月17日の翌18日朝に釈放され、静岡刑務所から出所した。
2010年9月27日、大阪地検特捜部主任検事証拠改ざん事件に関して小林敬大阪地検検事正、玉井英章大阪高検次席検事（前大阪地検次席検事）、大坪弘道京都地検次席検事（前大阪地検特捜部長）、佐賀元明神戸地検特別刑事部長（前大阪地検特捜部副部長）につき、犯人隠匿罪で告訴状を検事総長の大林宏へ送付し、10月6日に受理された。同年10月1日に大坪京都地検次席検事および佐賀神戸地検特別刑事部長が逮捕され、両人とも大阪高等検察庁総務部付に異動した。2011年3月に「市民連帯の会」を発足して代表に就く。裏金問題や冤罪を生む法務省・検察庁・裁判所の暴走にくわえ、福島原発事故の真相隠蔽についても糾弾している。
2025年1月9日、死去。80歳没。

## 批判
- 検察捜査に批判的な意見を持つ人間から一定のネガティブなコメントが三井環に寄せられている。ジャーナリストの魚住昭は暴力団関係者と交遊していたことは三井が立派な検事ではなかったことを示していると述べ[19]、元外交官の佐藤優は、三井は体制と闘う際の論理の組み立てが完全に反体制側に行っており、それまでの公安検事として過激派をいじめていた立場の三井の前半生と整合性が取れていないことを批判的見地から述べている[20]。

## 人物
- 名古屋高等検察庁時代に死刑執行に立ち会った経験があり、「死刑囚の表情は顔も白布に覆われており確認できなかった」、「最後の肉声も立会人のいる部屋にある防音ガラスのためか読経以外は聞こえなかったが、合図もなく首が吊られたため抵抗はなかった」、「不謹慎であるが、奇妙な『美しさ』を感じた」などと述べている。その時執行された死刑囚の身体は30分間ぶら下げられていたが、「法的根拠はないんですよ」と言われたと語る[21]。

## 著書
- 『告発！検察「裏ガネ作り」 口封じで逮捕された元大阪高検公安部長の「獄中手記」』(光文社、2003年5月）
- 『検察との闘い』（創出版、2010年5月）
- 『検察の大罪　裏金隠しが生んだ政権との黒い癒着』（講談社、2010年7月）
- 『「権力」に操られる検察　五つの特捜事件に隠された闇』（双葉社、双葉新書、2010年7月）
- 『ある検事の告発 「正義」を殺した検察・裏ガネ作りの全貌』（双葉社、双葉新書、2010年12月）

## 関連文献
- 魚住昭『特捜検察の闇』(272-284頁)文春文庫、2003年5月、ISBN 9784167656652
- 青木理『国策捜査―暴走する特捜検察と餌食にされた人たち』(28-40頁)金曜日、2008年5月。ISBN 9784906605408
- 検察官不祥事（調査活動費)に関する記述：太田守正(元山口組太田興業組長)著 「血別-山口組百年の孤独」ISBN 978-4-904209-74-5 p.33-p.36